# Octavia Sperati
Gli Octavia Sperati sono un gruppo musicale Rock Gothic metal di Bergen in Norvegia. Il gruppo ha pubblicato il suo album di debutto Winter Enclosure nel 2005. Il loro secondo album, Grace Submerged, è stato pubblicato nel maggio 2007. Entrambi gli album sono stati pubblicati dalla Candlelight Records, ed entrambe le uscite sono state seguite da un tour nel Regno Unito. La band è attualmente tutta al femminile tranne il batterista Ivar Alver.
Il 20 luglio 2008, i componenti del gruppo annunciarono che avrebbero "preso una pausa".
Il 10 marzo 2009 fu annunciato che la cantante Silje Wergeland si era unita alla band rock olandese The Gathering, in sostituzione della cantante Anneke van Giersbergen.
Il 21 febbraio 2015 la Wergeland annunciò il ritorno sulle scene  di Octavia Sperati via Twitter.